# Stanisław Kryski (1536–1595)

Herb Prawdzic

Stanisław Kryski z Drobnina herbu Prawdzic (ur. 1536, zm. 26 czerwca 1595 podczas poselstwa do Moskwy) – kasztelan raciąski, wojewoda mazowiecki, starosta zakroczymski w 1574 roku, starosta dobrzyński w 1564 roku, starosta rypiński.

## Życiorys

### Pełnione urzędy
Początkowo starosta dobrzyński od 1569 roku. Poseł na sejm piotrkowski 1562/1563 roku z województwa płockiego. Jako przedstawiciel Korony Królestwa Polskiego podpisał akt unii lubelskiej 1569 roku. W latach 1569–1576 pełnił urząd kasztelana raciąskiego. Był starostą płockim, zakroczymskim i stanisławowskim. W latach 1576–1595 sprawował urząd wojewody mazowieckiego. Poseł na sejm koronacyjny 1576 roku z województwa płockiego.
Wielokrotnie poseł i wysłaniec królewski. Posłował od króla Stefana Batorego do cara Iwana IV Groźnego z oświadczeniem przyjęcia pokoju. Podpisał restytucję Podlasia do korony. Był uczestnikiem zjazdu w Łowiczu 23 lipca 1572 roku. W polityce przeciwnik Habsburgów, rzecznik elekcji Henryka Walezego, przeciwnik konfederacji warszawskiej z 1573 roku oraz różnowierców. Stronnik Stefana Batorego, Zygmunta III Wazy i Jana Zamojskiego, zaufany doradca Anny Jagiellonki.

### Rodzina
Urodził się jako syn Pawła Kryskiego (zm. 1543), dzierżawcy Mławy i wojewody mazowieckiego oraz Anny Szreńskiej, córki Stanisława Szreńskiego (zm. 1510), kasztelana wiskiego i wojewody płockiego. Dziad jego Ninogniew Kryski (zm. 1507), był kasztelanem raciąskim, wiskim i wojewodą płockim. Do jego rodzeństwa należeli: Wojciech Kryski, podkomorzy płocki; Feliks Kryski (ur. po 1530, zm. ok. 1573/1593), wojski zakroczymski; Małgorzata Kryska, późniejsza żona Jana Kostki (zm. 1576), kasztelana zakroczymskiego, matka świętego Stanisława Kostki (1550–1568); Katarzyna; Agnieszka, żona Jakuba Uchańskiego (zm. 1602) oraz Anna. Dwukrotnie żonaty. Pierwsza żona Małgorzata Uchańska, córka Arnolfa (zm. 1575), wojewody płockiego i bełskiego urodziła dwóch synów: Feliksa (Szczęsnego) (zm. 1618), kasztelana zakroczymskiego oraz Wojciecha (zm. 1616), kasztelana sierpeckiego, raciąskiego i płockiego. Druga żona Katarzyna Kosińska herbu Rawicz, córka Adama Kosińskiego (zm. 1574), kasztelana podlaskiego. Była ona wdową po Janie Wodyńskim, zaś po śmierci Stanisława wyszła za mąż po raz trzeci za Jana Zbigniewa Ossolińskiego (zm. 1623), kasztelana małogoskiego, żarnowskiego, wojewody podlaskiego i sandomierskiego. Z jej małżeństwa ze Stanisławem dzieci nie miała.